# MSC in Pool
MSC in Pool (pol. MSC w puli) - funkcjonalność sieci komórkowych umożliwiająca podłączenie Kontrolera Stacji Bazowych (GSM, CDMA2000) lub Radio Network Controllera (UMTS) do puli central MSC. 
Do zalet tej funkcjonalności można zaliczyć:
- możliwość równomiernego rozkładania obciążenia związanego z zestawianymi połączeniami na poszczególne centrale MSC (tzw. load balancing)
- większa niezawodność sieci szkieletowej, gdy jedno z MSC pracuje nieprawidłowo, inne znajdujące się w tej samej puli mogą przejąć nowe połączenia, które trafiałyby do niego
- istnieje możliwość wyłączenia jednego z MSC, np. dla potrzeb związanych z konserwacją, bez wpływu na ruch telekomunikacyjny obsługiwany przez zawierającą go pulę central

Pierwsza komercyjna implementacja tej technologii została wdrożona przez firmę Ericsson w styczniu 2007 
w sieci meksykańskiego operatora Telcel.   

## Topologia połączeń pomiędzy siecią radiową a szkieletową związaną z komutacją łączy
W telefonii komórkowej sieć radiowa oparta jest na systemie stacji bazowych.  
Kilkaset stacji bazowych podłączonych jest do jednego Kontrolera Stacji Bazowych (ang. Base Station Controller, BSC) lub Radio Network Controllera (RNC). Zazwyczaj poszczególne BSC lub RNC jest połączone z jedną centralą MSC, która służy do zestawiania połączeń głosowych, przesyłania SMSów, a w systemach UMTS także do zestawiania wideorozmów. 
Dzięki funkcjonalności MSC in Pool, poszczególne RNC i BSC mogą być podłączone do całej puli MSC. To, do  której z central zostanie skierowana rozmowa zainicjowana na obszarze kontrolowanym przez dane RNC/BSC, zależy od konfiguracji (która może być łatwo zmieniona z poziomu centrum zarządzania siecią), lub algorytmów zaimplementowanych w kontrolerach, które mogą brać na przykład pod uwagę obciążenie poszczególnych MSC.  

Sieć może być zdefiniowana jako jedna pula MSC lub pewna liczba pul. Każde z MSC może należeć tylko do jednej puli. Wszystkie komórki (ang. cells) obsługiwane przez wszystkie RNC podłączone do danej puli tworzą tzw. pool area, wewnątrz której terminal nie musi zmieniać MSC, w którym będzie zarejestrowany. 
Niektóre RNC mogą być podłączone do dwóch pul, kontrolowane przez nie komórki będą należeć do obu pool area.

## Terminologia
W materiałach handlowych i artykułach technicznych funkcjonalność będąca przedmiotem tego artykułu określana jest jako 
MSC in Pool lub MSC Pool. W specyfikacjach 3GPP stosuje się też często określenie Iu-flex (Iu to nazwa interfejsu pomiędzy RNC a siecią szkieletową, a flex pochodzi od angielskiego słowa flexible - elastyczny, łatwo dostosowujący się).